# Sextius atromaculatus
Sextius atromaculatus är en insektsart som beskrevs av William Lucas Distant. Sextius atromaculatus ingår i släktet Sextius och familjen hornstritar. Inga underarter finns listade i Catalogue of Life.